# HD 51825
HD 51825，又名CD-35 3233，SAO 197402、HR 2612，是一颗恒星，视星等为6.23，位于銀經245.83，銀緯-14.26，其B1900.0坐标为赤經6h 53m 42.9s，赤緯-35° -14.26′ 27″。